# 波·達瑪
波·達瑪（Po Dharma，1948年10月9日—2019年2月22日），越南政治活動家、持不同政見者、占族文化歷史學家。
波·達瑪是占族人，原名邝文度（音译），出生在越南南部寧順省寧福縣的一個小村莊裡。在越戰期間，他是被壓制民族鬥爭統一戰線（FULRO）的一名領袖。1970年12月，他在柬埔寨磅湛省一次對抗北越共產軍隊的戰鬥中嚴重受傷。在雷·格森的同意下，他離開了軍隊，前往法國。
1978年，他獲得學士學位，1980年獲得碩士學位，1986年又取得哲學博士（PhD）學位。后来他在法國主要研究占婆歷史及占族文化。
波·達瑪及其家人被禁止回到越南。
2019年2月22日，波·達瑪在法國圖盧茲去世。

## 外部連結
- Po Dharma - WorldCat Identities （页面存档备份，存于）